# Giulio D'Anna
Giulio D'Anna (Villarosa, 30 de agosto de 1908-Messina, 18 de noviembre de 1978) fue un pintor y editor italiano vinculado al movimiento futurista.

## Biografía
No exhiste mucha información sobre sus primeros años. Vive ciertamente en Palermo con la madre y con los hermanos y luego en Partinico, donde se establece durante la Segunda Guerra Mundial, en un momento de inactividad de la librería que tenía con su hermano Giacomo en Mesina. En Partinico conoce a Santina Cataldo, con quien se casa el 10 de abril de 1943. La pareja tendrá dos gemelas Giovanna y Giuliana.
Sigue sus estudios en Partinico, y luego en Mesina, pero abandona la universidad para dedicarse a la pintura. Mantiene siempre contactos con Palermo, viendo en la capital de Sicilia el centro más vivo y dinámico en el ámbito de las artes de la región, sobre todo con la presencia de los futuristas: Vittorio Corona, Pippo Rizzo y Antonino Varvaro, puntos de referencia en su actividad artística y del joven Renato Guttuso, con quien consolida una amistad alrededor de 1932. En 1931 D'Anna realizó su primera exposición personal que fue visitada por Filippo Tommaso Marinetti, líder del movimiento futurista. Marinetti incitó al artista a formar parte de las principales muestras futuristas nacionales.
Expuso en la XIX Bienal de Venecia en 1934 y en la II Quadriennale di Roma el año siguiente. Obtuvo el primer premio entre los jóvenes artistas en la Muestra de Arte Colonial de París con la pintura Lettrice futurista (Lectora futurista).
En 1975 D'Anna tuvo que abandonar la actividad de pintor por el debilitamiento de su salud. Murió el 18 de noviembre de 1978.

### Exposiciones y premiaciones
A partir de los años 30, D'Anna participó en las exposiciones organizadas por el Círculo Artístico Antonello, la muestra "Artistas Sicilianos Contemporaneos", la I Muestra Internacional de Pintura "Ciudad de Mesina" la II Muestra de Arte Sacro, entre otras.

## La aeropintura de D'Anna
La aeropintura es una variación del futurismo que se consolida en los años posteriores a la Primera Guerra Mundial. Como expresión del mito de la máquina y de la modernidad característica del movimiento de Marinetti, el aeropintura manifiesta el entusiasmo por el vuelo, el dinamismo y la velocidad de los aeroplanos.
D'Anna realizó varias aeropinturas de notable calidad. La primera es el óleo de 1928 Ebbrezza visiva, en la cual a través de una ventana se pueden ver dos aeroplanos descuadrados y geométricos. De 1931 son Aeroplanos o Aurora Alada y Aeroplano el primero de ellos expuesto en su exposición individual en Mesina. Marinetti, al visitar la exposición declara: «Vosotros veis que los planos alares se han vuelto tres, porque el artista se ocupa del desdoblamiento de los planos por el efecto de la velocidad. Se ha preocupado de dar la forma exterior a la máquina, trasladándose del interior al exterior. Se ha preocupado de mostrar la esencia de esta su máquina.»
Entre las obras más célebres del periodo se encuentran: Aerodinámica femenina, La mujer del aviador y La Madonnina del aire.

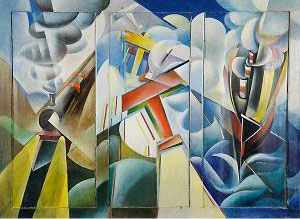
Dinamismo de tren, de barco y de aeroplano